# Birol Parlak
Birol Parlak (sinh ngày 1 tháng 3 năm 1990) là một cầu thủ bóng đá Thổ Nhĩ Kỳ thi đấu cho Alanyaspor.